# 桃榄
桃榄（学名：Pouteria annamensis）为山榄科桃榄属下的一个种。果味香甜，可以食用。木材可制小型家具、农具。常见于中国海南、广东、广西。越南亦有分布。

## 扩展阅读
- 維基物種上的相關：桃榄